# Guerra contra Nábis
A Guerra contra Nábis, conhecida também como Guerra Lacônica, de 195 a.C., foi travada entre as forças da cidade-estado de Esparta e as de uma coalizão composta pela República Romana, o Reino de Pérgamo, a Peraia Rodense e o Reino da Macedônia.
Durante a Segunda Guerra Macedônica (200-196 a.C.), a Macedônia cedeu a Esparta o controle sobre Argos, uma importante cidade na costa egeia do Peloponeso. A continuação da ocupação espartana depois do fim da guerra foi utilizada como pretexto por Roma e seus aliados para declarar guerra. A coalização anti-espartana cercou Argos, capturou a base naval de Gítio e marchou contra a própria Esparta. No final do conflito, as negociações levaram a uma paz nos termos impostos pelos romanos, sob os quais Argos e as cidades costeiras da Lacônia foram separadas de Esparta e os espartanos foram obrigados a pagara uma indenização de guerra aos romanos pelos oito anos seguintes. Argos se juntou à Liga Aqueia, sob cuja proteção foram colocadas as cidades lacônicas.
Como resultado da guerra, Esparta perdeu sua posição como uma potência relevante na Grécia e as tentativas subsequentes dos espartanos de recuperação fracassaram até que Nábis, o último monarca espartano, acabou sendo assassinado. Logo depois, Esparta foi forçada a se juntar à Liga Aqueia, sua antiga rival, encerrando séculos de independência política.

## Contexto
Depois da morte do regente espartano Macânidas em 207 a.C. numa batalha contra a Liga Aqueia, Nábis derrubou o rei Pélops com a ajuda de um exército mercenário e assumiu o trono alegando ser um descendente do rei euripôntida Demarato. Na época, a tradicional constituição de Licurgo já tinha perdido importância e Esparta era dominada por um grupo de antigos mercenários. Políbio descreveu a força de Nábis como "uma gangue de assassinos, assaltantes, ladrões e salteadores". Em 205 a.C., Nábis assinou um tratado de paz com Roma, mas, em 201 a.C., ele próprio liderou um ataque ao território de Messene, que era aliada de ambos, mas havia sido governada por Esparta até meados do século IV a.C.. Os espartanos capturaram Messene, mas foram forçados a abandoná-la quando um exército de Megalópolis chegou liderado por Filopemenes. Os espartanos foram decisivamente derrotados na Batalha de Tégea e Nábis acabou forçado a refrear suas ambições expansionistas por um tempo.
Durante a Segunda Guerra Macedônica, Nábis teve uma nova oportunidade para expandir seus territórios. Filipe V da Macedônia ofereceu a ele a pólis de Argos em troca da deserção de Esparta da coalizão romana e de uma aliança com a Macedônia. Nábis aceitou e recebeu o controle de Argos. Porém, quando a guerra virou contra a Macedônia, e se juntou novamente à coalizão romana e enviou 600 cretenses mercenários para compor o exército romano. Filipe foi posteriormente derrotado pelos romanos na Batalha de Cinoscéfalos, mas Esparta continuou ocupando Argos. Depois da guerra, o exército romano não deixou a Grécia e posicionou guarnições em vários locais estratégicos por toda a região para assegurar seus próprios interesses.

## Reformas de Nábis
Em troca de ajuda na guerra, Roma aceitou que Nábis assumisse o controle de Argos. Enquanto ele próprio se manteve como rei de Esparta, Nábis coroou sua esposa Ápia rainha de Argos, que era sua cidade natal. Depois, Ápia e Nábis perpetraram um golpe financeiro confiscando muitas propriedades das famílias mais ricas de ambas as cidades e torturando os que resistiam; boa parte das terras confiscadas foram redistribuídas para hilotas libertados e leais a Nábis. Já muito rico, Nábis começou a transformar o porto de Gítio em um grande arsenal naval e a fortificar a cidade de Esparta. Seus aliados cretenses já podiam estabelecer suas bases navais em território espartano e, a partir deles, passaram a atuar como piratas. A construção de novos navios de guerra ofereceu aos mais pobres uma chance de participarem das lucrativas aventuras de Nábis como remadores. Porém, esta expansão militar espartana provocou um enorme desconforto nas potências vizinhas no mar Egeu e na República Romana.
O governo de Nábis foi fortemente baseado em suas reformas sociais e na reconstituição do poderio militar espartano. O efetivo militar da Lacedemônia (Esparta) tradicionalmente se baseava no alistamento de seus cidadãos plenos e dos periecos (um dos grupos de não-cidadãos livres da região) e no apoio de uma infantaria ligeira formada pelos hilotas. De muitos milhares na época das Guerras Médicas, o número de cidadãos plenos já havia declinado para umas poucas centenas na época de Cleômenes III. Possivelmente havia muitas razões para este declínio, uma das quais era que todo espartano que não fosse capaz de pagar a sua parte na sissítia (a refeição comunal para os homens nas sociedades dóricas) perderiam sua cidadania plena (seus filhos, contudo, ainda podiam participar do agogê, o tradicional sistema de educação e treinamento espartano).
Como resultado, dispor de um exército respeitável de hoplitas sem mercenários e sem hilotas libertos era muito difícil. Cleômenes aumentou o número de cidadãos plenos e passou a exigir que o exército espartano operasse com uma dependência cada vez maior dos ligeiros falangitas no estilo macedônico. Porém, muitos destes recém-restaurados cidadãos foram mortos na Batalha de Selásia e as políticas de Nábis forçaram o exílio dos restantes. Como resultado, não havia um número suficientes de cidadãos para compor a infantaria pesada do exército. O poderio militar espartano rapidamente declinou e um dos objetivos das reformas de Nábis era justamente re-estabelecer uma classe de súditos leais capazes de servir como falangitas bem equipados (operando em formações densas e profundas, com lanças mais longas que a dos hoplitas). Num dos mais lembrados feitos da história de Nábis, os hilotas escravizados foram todos libertados, o que eliminou de uma vez um dos pilares ideológicos centrais do antigo sistema social espartano e a principal razão pela qual as pólis vizinhas de Esparta eram contrárias à sua expansão territorial. Cuidar de uma possível revolta dos hilotas era, até então, a principal preocupação da política externa espartana e a necessidade de evitar uma revolta interna limitava o expansionismo espartano. De uma vez só, Nábis resolveu o problema. Seus hilotas libertos receberam terras e foram casados com as ricas esposas dos espartanos exilados (todos cidadãos plenos) ou com as ricas viúvas da elite cujos maridos haviam sido assassinados por ordem dele.

## Preparativos

Região do mar Egeu na época da Guerra de Nábis

A Liga Aqueia estava muito insatisfeita por ter uma de suas cidades ainda sob ocupação espartana e conseguiu convencer os romanos a reverem sua decisão de manterem intactos os ganhos territoriais espartanos. Roma concordava com os aqueus pois nenhum deles queria uma Esparta poderosa e reorganizada provocando problemas depois que os exércitos romanos se retirassem da Grécia.
Em 195 a.C., Tito Quíncio Flaminino, o comandante romano na Grécia, convocou um conselho das pólis gregas em Corinto para discutir se declarariam ou não guerra contra Nábis. Entre as cidades cujos delegados participaram da reunião estavam a Liga Etólia, o Reino da Macedônia, Roma, o Reino de Pérgamo, a Peraia Rodense, a Tessália e a Liga Aqueia. Todos votaram pela guerra, com exceção da Liga Etólia e a Tessália, que queriam que os romanos se retirassem da Grécia de imediato. Estes dois se ofereceram para lidar com Nábis, mas encontraram forte resistência da Liga Aqueia, que queria limitar qualquer expansão no poderio etólio. O historiador moderno Erich Gruen sugeriu que os romanos podem ter utilizado a guerra como pretexto para posicionarem algumas legiões na Grécia com o objetivo de evitarem que espartanos e etólios se juntassem ao Império Selêucida de Antíoco III se a Grécia fosse invadida.
Flaminino primeiro enviou um emissário a Esparta exigindo que Nábis entregasse Argos para a Liga Aqueia ou enfrentasse uma guerra contra Roma e seus aliados gregos. Nábis se recusou a obedecer este ultimato de Flaminino e, por causa da negativa, 40 000 soldados romanos e gregos marcharam em direção do Peloponeso. Ao entrar na região, Flaminino juntou suas forças às do comandante aqueu, Aristeno de Megalópolis, que mantinha 10 000 soldados e 1 000 cavaleiros em Cleonas. Juntas, as duas forças seguiram para Argos.
Nábis nomeou seu cunhado, o ágida Pitágoras, como comandante de sua guarnição em Argos, composta por 15 000 homens. Conforme os romanos e seus aliados avançavam em direção à cidade, um jovem ágida chamado Dâmocles tentou iniciar uma revolta contra a guarnição espartana. Com uns poucos seguidores, ele se postou na ágora da cidade e urgiu seus concidadãos que se revoltassem. Porém, nada aconteceu e Dâmocles, juntamente com a maior parte de seus seguidores, foram cercados e mortos pela guarnição espartana. Uns poucos sobreviventes escaparam da cidade e seguiram para o acampamento de Flaminino. Eles sugeriram que o general romano movesse seu acampamento para mais perto dos portões de Argos, pois acreditavam que assim os habitantes se revoltariam. Flaminino enviou sua infantaria ligeira com apoio da cavalaria para encontrar um local adequado. Ao avistarem o pequeno grupo se aproximado, os espartanos saíram da cidade para dar-lhes combate. Os dois grupos se encontraram a cerca de 300 passos da muralha e os romanos acabaram forçando o recuou espartano.
Flaminino mudou seu acampamento justamente para aquele local. Por um dia, ele esperou por um ataque espartano, mas, quando percebeu que ele não viria, Flaminino convocou um conselho de guerra para discutir se deveria ou não cercar a cidade. Os líderes gregos, com exceção de Aristeno, defenderam que a cidade deveria ser atacada, uma vez que a captura de Argos era o objetivo da guerra para eles. Aristeno, por outro lado, argumentou que eles deveriam atacar diretamente Esparta ou a Lacônia. Flaminino concordou com Aristeno e o exército da coalizão marchou até Tégea, na Arcádia. No dia seguinte, Flaminino seguiu para Cárias, onde esperou pelo reforço dos auxiliares aliados. Chegaram um contingente de exilados espartanos liderados por Agesípolis, o legítimo rei ágida de Esparta que havia sido deposto pelo primeiro tirano, Licurgo, vinte anos antes, e 1 500 macedônios com 400 cavaleiros tessálios enviados por Filipe V da Macedônia. Notícias também chegaram aos aliados de que diversas frotas haviam alcançado a costa lacônica — uma romana, liderada por Lúcio Quíncio, com 40 navios e uma rodense, liderada por Sósilas, com 18 navios — na esperança de que a derrota de Nábis interromperia os incessantes ataques piratas sobre suas rotas comerciais e cidades costeiras. Adicionalmente, uma frota pergamena, liderada pelo rei Eumenes II, esperava ganhar o apoio de Roma no caso de uma possível invasão do Império Selêucida.

## Campanha lacônica

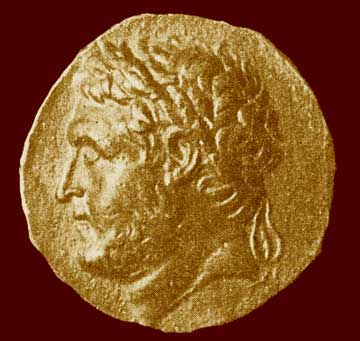
Nábis de Esparta.

Nábis recrutou 10 000 cidadãos para seu exército e contratou mais 3 000 mercenários. Os aliados cretenses de Nábis, que lucraram muito em suas bases em território espartano, emprestaram 1 000 guerreiros especialmente selecionados para se juntaram aos 1 000 que já estavam sob o comando de Nábis. Nábis, temendo que a aproximação romana pudesse encorajar uma revolta entre seus súditos, decidiu aterrorizá-los ordenando a execução de oitenta cidadãos proeminentes. Flaminino deixou seu acampamento e marchou para Selásia; enquanto os romanos acampavam, os auxiliares de Nábis os atacaram. O repentino ataque-surpresa lançou momentaneamente as tropas aliadas numa confusão, mas os espartanos recuaram de volta pra cidade quando as principais coortes legionárias se aproximaram. Conforme os romanos marchavam por Esparta a caminho do monte Menelaus, os mercenários de Nábis fustigavam a retaguarda de seu exército. Ápio Cláudio, comandante da retaguarda conseguiu reunir suas tropas e forçou o recuo dos mercenários para dentro da muralha, infligindo-lhes pesadas perdas.
O exército da coalização marchou depois para Amiclas, a partir de onde passou a saquear a região toda. Enquanto isso, Lúcio Quíncio recebeu a rendição voluntária de diversas cidades costeiras da Lacônia. Os aliados avançaram em seguida para a maior cidade na região, o porto e arsenal de Esparta em Gítio. Conforme as forças terrestres começaram a atacar a cidade, a marinha aliada chegou e os marinheiros das três frotas passaram a construir, no espaço de poucos dias, as armas de cerco. Apesar do efeito devastador destas máquinas na muralha da cidade, a guarnição conseguiu resistir.
Finalmente, Dexagoridas, um dos dois comandantes da guarnição, enviou uma mensagem para o legado de que estaria pronto para render a cidade, mas o plano fracassou quando Gorgopas, o outro comandante, soube da mensagem e assassinou Dexagoridas com suas próprias mãos. Gorgopas continuou a resistir ferozmente até a chegada de Flaminino com mais 4 000 tropas recém-recrutadas. Os romanos renovaram o assalto e Gorgopas foi forçado a se render, assegurando antes que sua guarnição teria salvo-conduto para voltar para Esparta.

## Cerco de Esparta

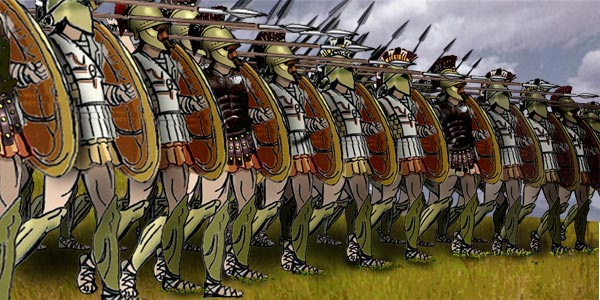
A falange macedônica era a mais poderosa formação militar da época da Guerra de Nábis. Elas seriam suplantadas pelas legiões romanas, mais flexíveis, na Batalha de Termópilas, em, durante a Guerra romano-selêucida

Durante o cerco em Gítio, Pitágoras se juntou a Nábis em Esparta, levando consigo 3 000 da guarnição de Argos. Quando Nábis soube da rendição de Gítio, decidiu enviar um emissário a Flaminino para iniciar conversações de paz. Ele ofereceu retirar as rendições de Argos e entregar aos romanos desertores e prisioneiros em seu poder. Flaminino convocou um novo conselho de guerra para discutir os termos e a decisão foi que a coalizão deveria capturar Esparta e depor Nábis.
Flaminino respondeu a Nábis propondo seus próprios termos: Esparta e Roma concordariam com uma trégua de seis meses se Nábis rendesse Argos juntamente com todas as suas guarnições da Argólida, concedesse autonomia às cidades costeiras da Lacônia e entregasse sua frota, pagasse uma indenização de guerra pelos próximos oito anos e renunciasse às suas alianças com as cidades cretenses. Nábis rejeitou a oferta e afirmou que tinha suprimentos suficientes para resistir a um cerco. Flaminino então liderou suas forças, 50 000 homens na época, até Esparta e, depois de derrotar os espartanos perante as muralhas da cidade, deu início ao assalto para tomá-la. Ele decidiu não montar um cerco tradicional e tentou de imediato capturar a cidade num assalto direto. Os espartanos inicialmente resistiram, mas os grandes escudos romanos atrapalharam muito a defesa ao tornarem inúteis os projéteis espartanos.
Os romanos então conseguiram tomar a muralha, mas o avanço foi lento por causa das ruas estreitas nos subúrbios da cidade. Porém, conforme as ruas foram ficando mais largas na direção do centro, os espartanos foram recuando cada vez mais. Nábis, contemplando o colapso de suas defesas, tentou fugir, mas Pitágoras assumiu o comando das tropas e ordenou que os edifícios mais próximos da muralha fossem incendiados. Os destroços em chama foram atirados nos soldados invasores, provocando muitas mortes. Quando percebeu a tática espartana, Flaminino ordenou um recuo geral para o acampamento aliado. Quando o ataque foi reiniciado, os espartanos conseguiram resistir aos assaltos romanos por mais três dias antes que Nábis, percebendo que a situação era desesperadora, decidiu enviar Pitágoras com uma oferta de rendição. A princípio, Flaminino recusou-se a recebê-lo, mas quando Pitágoras se aproximou do acampamento romano pela segunda vez, Flaminino aceitou a rendição nos pesados termos que havia proposto antes. O tratado, extremamente vantajoso para os romanos, foi rapidamente ratificado pelo Senado Romano.
Os habitantes de Argos se revoltaram quando souberam do cerco de Esparta. Sob o comando de Arquipas, a população atacou a guarnição comandada por Timócrates de Pelene, que rendeu a cidadela depois de receber um salvo-conduto para si e seus homens. Em troca, receberam a promessa de que os argosianos servindo no exército de Nábis poderiam retornar para casa.

## Eventos posteriores

Grécia em, logo depois da Guerra de Nábis e dos conflitos subsequentes

Depois da guerra, Flaminino visitou os Jogos Nemeus em Argos e proclamou a liberdade da pólis. Os argólicos imediatamente decidiram se juntar novamente à Liga Aqueia.
Flaminino também removeu as cidades costeiras da Lacônia do comando espartano e as colocou sob a proteção dos aqueus. O restante da frota espartana foi posta sob os cuidados delas. Nábis também teve que que retirar as guarnições que mantinha nas cidades cretenses e revogou diversas reformas sociais e econômicas que haviam reforçado o poderio militar espartano. Porém, os romanos não depuseram Nábis. Apesar de Esparta ser um estado sem costa marítima e de reduzido poder militar, os romanos queriam que ela se mantivesse independente para agir como um contrapeso contra o crescente poder da Liga Aqueia. A lealdade de Nábis foi assegurada pela entrega de cinco reféns, entre eles seu próprio filho, Armenas. Os exilados, que esperavam ser colocados no comando, não tiveram seus desejos atendidos pelos romanos, que queriam manter a paz interna Em Esparta. Porém, foi assegurado o direito de qualquer mulher que estivesse casada com um ex-hilota pudesse se reunir novamente com seu marido exilado.
Depois que as legiões lideradas por Flaminino retornaram para a península Itálica, os gregos foram novamente deixados à própria sorte. As potências regionais na época eram o Reino da Macedônia, que havia acabado de perder uma guerra contra Roma, a Liga Etólia, a revigorada Liga Aqueia e muito enfraquecida Esparta. Os etólios, que se opuseram à intervenção romana nos assuntos internos dos gregos, incitaram Nábis a retomar seus antigos territórios e o prestígio de Esparta entre os poderes gregos. Em 192 a.C., Nábis, com uma nova frota e um exército renovado, cercou Gítio. Os aqueus responderam enviando um emissário até Roma para pedir ajuda. O Senado Romano enviou o pretor Atílio com uma frota para derrotar a frota de Nábis e uma embaixada liderada por Flaminino para lidar com ele. Ao invés de esperar pela chegada da frota romana, o exército e a frota da Liga Aqueia seguiram para Gítio sob o comando de Filopemenes. A frota aqueia, liderada por Tiso, foi derrotada pelos espartanos depois da grande humilhação de terem sua nau capitânea despedaçada logo no primeiro abalroamento. Em terra, os aqueus também não conseguiram derrotar os espartanos e Filopemenes teve que recuar para Tégea. Depois que Filopemenes invadiu a Lacônia pela segunda vez, suas forças foram cercadas por Nábis, mas ainda assim ele conseguiu a vitória. Os aqueus saquearam a região por trinta dias sem encontrar resistência enquanto as tropas de Nábis estavam seguras dentro das muralhas. Planos para capturar a cidade já estavam prontos quando Flaminino chegou e convenceu Filopemenes a poupar a cidade. Nábis decidiu aceitar o status quo e se rendeu sob as mesmas condições do último tratado.
Como o exército de Esparta estava muito enfraquecido, Nábis apelou aos etólios por ajuda. Eles enviaram 1 000 cavaleiros sob o comando de Alexameno. Conta a história que, enquanto Nábis observava os exercícios de seu exército, Alexameno o atacou e o matou com sua lança. Posteriormente, as tropas etólias tomaram o palácio e passaram a saquear a cidade, mas os espartanos conseguiram organizar uma defesa e os derrotaram. Como Esparta passava por um período turbulento, Filopemenes entrou na cidade com o exército aqueu e forçou que Esparta se juntasse à Liga Aqueia. A pólis de Esparta recebeu permissão para manter suas leis e territórios, mas os exilados (que mantinham o costume guerreiro espartano) não foram restaurados.
Em 189 a.C., os reféns levados pelos romanos, com exceção do filho de Nábis, que havia se adoentado e morrido, receberam permissão de voltar para Esparta. Ainda sem nenhum porto e sofrendo de problemas econômicos e políticos por causa dos exilados, os espartanos atacaram e capturaram a cidade de Las, uma das cidades da recém-criada União dos Laconianos Livres e onde viviam muitos dos exilados. Os aqueus aproveitaram este ataque para acabarem com a independência espartana de uma vez por toda. Eles exigiram a rendição dos responsáveis pelo ataque, mas eles responderam assassinando trinta cidadãos pro-aqueus, retirando Esparta da Liga e requisitando formalmente a tutela de Roma. Os romanos, que queriam diminuir o poder da Liga, nada fizeram. Em 188 a.C., Filopemenes invadiu o norte da Lacônia com um exército e com os exilados espartanos que insistiam em retornar para sua cidade. Ele primeiro massacrou oitenta cidadãos anti-aqueus em Compásio e mandou demolir a muralha que Nábis havia construído em Esparta. Em seguida, ele restaurou os exilados e aboliu a constituição espartana, forçando a introdução da constituição aqueia no lugar. Desta forma, encerrou-se definitivamente a história de Esparta como uma das potências locais na Grécia. Em paralelo, a Liga Aqueia se tornou um poder dominante em todo o Peloponeso.